# Cratena peregrina
Cratena peregrina, comúnmente llamada hervia peregrina, es una especie de babosa de mar, un nudibranquio eólido, un molusco gasterópodo marino de la familia Facelinidae.

## Descripción
La hervia peregrina es una babosa de mar eólido, su tamaño medio es de entre 3 y 5 cm. El cuerpo es delgado y esbelto, con una cola larga y puntiaguda. La coloración de su cuerpo es blanco lechoso con 8 a 10 grupos de ceratas dorsales que pueden ser de color rojo brillante, púrpura, marrón o azul, con las puntas coloreadas en azul luminiscente. Esos ceratas actúan como branquias, y cada uno contiene una excrecencia terminal de la glándula digestiva, un divertículo.
La cabeza, que es del mismo color que el cuerpo, tiene un par de rinóforos de color naranja brillante, y con dos largos tentáculos bucales blanquecinos, que parecen cuernos.

## Distribución y hábitat
Esta especie se encuentra en el Mar Mediterráneo y en el Océano Atlántico oriental desde el sur del Canal de la Mancha hasta Senegal. Esta babosa de mar prefiere vivir en fondos rocosos y laderas en aguas claras y bien oxigenadas, entre 5 y 50 m de profundidad.

## Biología
La peregrina hervia se alimenta de hidroides del género Eudendrium.